# Bægifótshöfði
Bægifótshöfði (isländska: Bœgifótshöfði) är en udde i republiken Island.   Den ligger i regionen Västlandet, i den västra delen av landet, 100 km norr om huvudstaden Reykjavík.
Terrängen inåt land är huvudsakligen kuperad, men åt nordväst är den platt. Havet är nära Bægifótshöfði norrut.  Trakten runt Bægifótshöfði är nära nog obefolkad, med mindre än två invånare per kvadratkilometer. Närmaste större samhälle är Stykkishólmur, 11,9 km nordväst om Bægifótshöfði. Trakten runt Bægifótshöfði består i huvudsak av gräsmarker.
Inlandsklimat råder i trakten. Årsmedeltemperaturen i trakten är −1 °C. Den varmaste månaden är juli, då medeltemperaturen är 11 °C, och den kallaste är februari, med −9 °C.